# Лейе
Лейе или Лис (на френски: Lys; на нидерландски: Leie) е река в Северна Франция (департаменти Па дьо Кале и Нор) и Западна Белгия (провинци Западна Фландрия и Източна Фландрия), ляв приток на Шелда. Дължина 202 km (във Франция 93 km, в Белгия 109 km), площ на водосборния басейн 3910 km².

## Географска характеристика
Река Лейе води началото си под името Лис на 117 m н.в., от североизточния склон на възвишението Артуа, в центъра на френското село Лисбур, в централната част на департамента Па дьо Кале. По цялото си протежение тече в североизточна посока в широка и плитка долина с бавно и спокойно течение през равнините на историко-географската област Фландрия. Влива се отляво в река Шелда, на 1 m н.в., в центъра на град Гент, в белгийската провинция Източна Фландрия.
Водосборният басейн на Лейе обхваща площ от 3910 km², което представлява 17,89% от водосборния басейн на река Шелда. Речната ѝ мрежа е едностранно развита с повече леви притоци и почти отсъстващи десни. На югоизток водосборният басейн на Лейе граничи с водосборните басейни на река Скарп и други по-малки, леви притоци Шелда, а на юг, запад и северозапад – с водосборните басейни на реките Канш, Изер и други по-малки, вливащи се директно в Атлантическия океан.
Основни притоци:
- леви – Бур (19 km), Дув, Хьолебек, Мандел;
- десни – Дел (59 km).[1]

Река Лейе има предимно дъждовно подхранване с почти целогодишно пълноводие, с максимум през зимата. Среден годишен отток в долното течение 28 m³/sec, максимален 200 – 300 m³/sec. Почти по цялото си протежение коритото ѝ е оградено с високи водозащитни диги против наводнения.

## Стопанско значение, селища
Лейе е плавателна за плиткогазещи речни съдове до френския град Ер, а чрез плавателни канали се свързва с реките Сома и Шелда (каналите „Ер-Ла Басе“ и „Дел“) и бреговете на Северно море (каналите „Гент-Брюге“ и „Гент-Тернезен“). Долината на реката е гъсто заселена, като най-големите селища са градовете: Ер, Арментиер и Алюен във Франция; Комин-Варнетон, Менен, Кортрейк, Варегем, Вервик, Зьолте, Дайнзе и Гент в Белгия.